# Saison 3 de Arrested Development
Chronologie
Saison 2 Saison 4
Cet article présente la troisième saison de la série Arrested Development.

## Distribution
- Jason Bateman (VF : Benoît DuPac) : Michael Bluth, veuf élevant seul son fils
- Portia de Rossi (VF : Charlotte Marin) : Lindsay Bluth Fünke, sœur jumelle de Michael, ne pense qu'au shopping et aux œuvres caritatives
- Will Arnett (VF : Cyrille Monge) : George Oscar « Gob » Bluth, frère jaloux de Michael et magicien
- Michael Cera (VF : Benjamin Pascal) : George Michael Bluth, fils de Michael
- Alia Shawkat (VF : Lucile Boulanger (saisons 1 à 3) puis Emmylou Homs (saison 4)) : Mae « Maeby » Fünke, fille de Lindsay
- Tony Hale (VF : Denis Sebbah) : Byron « Buster » Bluth, le benjamin, étudiant attardé dans les jupes de sa mère et facilement paniqué
- David Cross (VF : Gérard Darier) : Tobias Fünke, le mari de Lindsay, ancien psychiatre, homosexuel refoulé cherchant non sans difficulté à devenir acteur
- Jeffrey Tambor (VF : Alain Choquet) : George Bluth Senior, le père
- Jessica Walter (VF : Maria Tamar (saisons 1 à 3) puis Lucienne Troka (saison 4)) : Lucille Bluth, la mère
- Ron Howard (VF : Constantin Pappas) : le narrateur et, dans la saison 4, lui-même.

## Liste des épisodes

### Épisode 1:La Cabane
- États-Unis : 19 septembre 2005 sur FOX

- John Beard (Lui-même)
- Justin Grant Wade (Steve Holt)
- Judy Greer (Kitty Sanchez)
- Henry Winkler (Barry Zuckerkorn)
- Blue Man Group (Eux-mêmes)
- Jim Cramer (Lui-même)
- A. DeSantis Martin (James Allan)
- Brandon Johnson (Manager du Swallows)
- Gary Kraus (Père retrouvant son fils)
- Paul Vogt (II) (Technicien de la scène)

### Épisode 2:La Cabane
- États-Unis : 26 septembre 2005 sur FOX

- John Beard (Lui-même)
- BW Gonzales (Lupe)
- Justin Grant Wade (Steve Holt)
- Charlize Theron (Rita)
- Harry Hamlin (Lui-même)
- Rory Knox Johnson (Ian)
- Clinton Leupp (Coco)
- Jonathan Schmock (Lionel)
- Dave Thomas (Trevor)

### Épisode 3:Sans Famille
- États-Unis : 3 octobre 2005 sur FOX

- Justin Grant Wade (Steve Holt)
- Charlize Theron (Rita)
- Scott Baio (Bob Loblaw)
- Bob Einstein (Larry)
- Jonathan Schmock (Lionel)
- Dave Thomas (Trevor)

### Épisode 4:Beauté Intérieure
- États-Unis : 7 novembre 2005 sur FOX

- Justin Grant Wade (Steve Holt)
- Charlize Theron (Rita)
- Scott Baio (Bob Loblaw)
- Dave Thomas (Trevor)

### Épisode 5:Le Tunnel du Grand Amour
- États-Unis : 7 novembre 2005 sur FOX

- Jeff Garlin (Mort Meyers)
- Justin Lee (Annyong Bluth)
- Charlize Theron (Rita)
- Bob Einstein (Larry)
- Frankie Muniz (lui même)

### Épisode 6:Lève-Toi et Marche
- États-Unis : 5 décembre 2005 sur FOX

- Charlize Theron (Rita)
- Bob Einstein (Larry)
- Dave Thomas (Trevor)

### Épisode 7:La Prison
- États-Unis : 12 décembre 2005 sur FOX

- James Lipton (Stefan Gentles)
- Cameron Covell (Prisonnier n° 1)
- Sema Jay Hall (Compagnon de Cellule Noir)
- Mackenzie Hannigan (Boy Gentles)
- Ruby Jossen (Lucile enfant)
- Kenneth Kimmins (Dr Carr)
- Hector Atreyu Ruiz (Gardien de Prison)
- Andrew Vo (Prisonnier n° 2)

### Épisode 8:Chirurgie Esthétique
- États-Unis : 19 décembre 2005 sur FOX

- Jeff Garlin (Mort Meyers)
- Justin Grant Wade (Steve Holt)
- Scott Baio (Bob Loblaw)
- Joe Camareno (Rolando)
- Jason Jurman (Treat)
- Alan Marco (Memo)

### Épisode 9:Le Dîner
- États-Unis : 2 janvier 2006 sur FOX

- John Beard (Lui-même)
- Andy Richter (Lui-même)
- Ben Stiller (Tony Wonder)
- Richard Belzer (Lui-même)
- Zach Braff (Phillip Litt)
- Andy Dick (Lui-même)
- Bob Einstein (Larry Mittelman)
- John Larroquette (Lui-même)
- Judge Reinhold (Lui-même)
- Helen Slayton-Hughes (Mme Van Skoyk)

### Épisode 10:Le Mariage
- États-Unis : 10 février 2006 sur FOX

- Michael Bartel (Michael enfant)
- John Michael Higgins (Wayne Jarvis)
- Michael Byrne (Bailiff)
- Bud Cort (Lui-même)
- John Farley (Clark)
- John Fremont (Brian)
- Peter Michael Goetz (Dr Farmer)
- William Hung (Lui-même)
- Bronwen Masters (Infirmière Adelaide)
- Ron Matthews (Ron)
- Carrie Preston (Jan Eagleman)
- Judge Reinhold (Lui-même)

### Épisode 11:Ma Sœur
- États-Unis : 10 février 2006 sur FOX

- Charlie Hartsock
- Justine Bateman (Nellie Bluth)
- Ben Carroll (Employé n° 1)
- Olanrewaju Idewu (Michael la coach sportif)
- Bronwen Masters (Infirmière Adelaide)
- Mark Mueller (Dave)
- Rob Riggle (Van Heusen)
- Tom Saunders (Tom)

### Épisode 12:Le Voyage en Irak
- États-Unis : 10 février 2006 sur FOX

- John Michael Higgins (Wayne Jarvis)
- Richard Belzer (Inspecteur John Munch)
- Gary Cole (Richard Shaw)
- Jon Curry (MP Américain)
- James O. Evans (Saddam n°4)
- Ross Gibby (Docteur)
- Mitsu Hadeishi (Cho)
- David Kavandi (Saddam n°2)
- Kathy Kolla (Formatrice en Cosmétologie)

### Épisode 13:Le Secret
- États-Unis : 10 février 2006 sur FOX

- Ed Begley Jr. (Stan Sitwell)
- Charlie Hartsock (Ted)
- Justin Lee (Annyong Bluth)
- Mae Whitman (Ann Veal)
- Jim Cramer (Lui-même)
- Somer Dice (Lindsay enfant)
- Brandon Hilluam (Michael enfant n°3)
- Bill Rutowsky (Homme)
- J.J. Wall (Oncle Paul)